# Trương Cư Chính
Trương Cư Chính (giản thể: 张居正; phồn thể: 張居正; bính âm: Zhāng Jūzhèng, còn được phiên âm là Chang Chü-cheng, 1525-1582), tự Thúc Đại (叔大), hiệu Thái Nhạc (太岳), là một nhà chính trị và học giả Trung Quốc thời nhà Minh. Là quan to dưới triều Minh Mục Tông, ông được giao trọng trách làm phụ chính đại thần cho Minh Thần Tông trong thời gian hoàng đế còn nhỏ tuổi. Trong giai đoạn này, Trương Cư Chính đã đưa ra nhiều biện phải cải cách sâu rộng về chính trị và kinh tế giúp cho triều đình nhà Minh phát triển cực thịnh. Tuy nhiên sau khi Trương Cử Chính qua đời năm 1582, phần lớn cải cách của ông đã bị Minh Thần tông xóa bỏ, danh tiếng của ông bị hủy hoại trong khi gia đình Trương Cư Chính bị hoàng đế ra lệnh tịch thu gia sản. Phải hơn nửa thế kỷ sau vị trí thực sự của Trương Cư Chính cũng được phục hồi, tuy nhiên khi đó nhà Minh đã bắt đầu suy sụp và không bao giờ còn đạt được trạng thái thịnh vượng như thời Trương Cư Chính là phụ chính.

## Tiểu sử
Trương Cư Chính sinh năm 1525 tại Giang Lăng, Hồ Bắc, vì vậy ông còn được goi là Trương Giang Lăng (张江陵). Ông từ nhỏ đã nổi tiếng là người thông minh, học giỏi, 12 tuổi đã tham gia thi tú tài và được tri phủ Kinh Châu là Lý Sĩ Cao khen ngợi. Tới năm 16 tuổi thì Trương Cư Chính đỗ cử nhân, tới năm Gia Tĩnh thứ 16 (1547) thì Trương Cư Chính trúng tiến sĩ khi mới 22 tuổi và được cử vào làm biên tu tại Hàn Lâm Viện.
Tới cuối thời Minh Thế Tông, Trương Cư Chính được thăng chức hữu trung doãn. Năm Long Khánh thứ nhất thời Minh Mục Tông (1567), Trương Cư Chính được phong chức tả thị lang bộ Lại kiêm Đông các đại học sĩ, ông bèn nhân cơ hội này dâng hoàng đế tác phẩm Trần lục sự sơ (陈六事疏) trong đó đưa ra nhiều biện pháp cải cách về chính trị nhằm củng cố quyền lực của nhà Minh. Sau nhiều cuộc tranh giành chính trị trong triều đình, Trương Cư Chính dần leo đến chức thượng thư bộ Lại kiêm Kiến Cực điện đại học sĩ. Trong vị trí này, Trương Cư Chính cùng Cao Củng đã tận dụng được việc cháu của Altan Khan (Yêm Đáp Hãn, 俺答汗) tộc Thát Đát ra hàng để bình ổn biên giới phía Bắc của nhà Minh đồng thời đẩy mạnh việc giao thương ở phía Nam bằng việc thành lập "Giao dịch hội" (交易会).
Chưa kịp chứng kiến thành quả cải cách thì Minh Mục Tông qua đời khi mới 35 tuổi (năm 1572), hoàng đế di chiếu cho Cao Củng và Trương Cự Chính làm phụ chính đại thần cho Minh Thần Tông hay Vạn Lịch đế khi đó mới lên 9 tuổi. Được Lý thái hậu, mẹ của Vạn Lịch đế, hoàn toàn tín nhiệm, Trương Cư Chính đã hợp tác với hoạn quan Phùng Bảo để loại bỏ Cao Củng và trở thành đại thần có quyền lực tối cao trong triều đình nhà Minh. Trong khoảng 10 năm, Trương Cư Chính với toàn bộ quyền quân chính đại sự trong tay đã cho thi hành những biện pháp cải cách về chính trị và kinh tế mà ông đã ấp ủ từ lâu nhằm củng cố quyền lực của nhà Minh và thúc đẩy sự phát triển của kinh tế trong nước. Trương Cư Chính đặc biệt chú trọng việc cải cách bộ máy quan lại, nâng cao năng lực của tầng lớp quan viên, tháng 10 năm Vạn Lịch thứ 8 (1580), ông hạ lệnh cho Bộ Lại kiểm tra chuyện tham nhũng, lạm chi, giả chi ở nha môn của lưỡng kinh (Bắc Kinh và Nam Kinh) với kết quả là 156 người bị giáng chức. Năm Vạn Lịch thứ 9 (1581), Trương Cư Chính cho sa thải một loạt quan chức lớn như tuần phủ Vân Dương, tuần phủ Thuận Thiên, tổng số quan lại trong nước vì thế giảm từ hơn 12 vạn người xuống còn 9 vạn 8 nghìn người. Về đất đai, Trương Cư Chính cho thanh tra các địa chủ khai man đất để trốn thuế đồng thời cho áp dụng chính sách Nhất điều tiên pháp (一条鞭法) nhằm đơn giản hóa việc thu thuế đồng thời tăng thu cho ngân sách quốc gia, nhờ vậy sử sách đã ghi lại rằng vào đầu thời Minh Thần Tông, tình hình tài chính nhà Minh được cải thiện trông thấy. Về quân sự, Trương Cư Chính cho trọng dụng các tướng giỏi như Thích Kế Quang, Lý Thành Lương để huấn luyện binh sĩ, việc phòng thủ phía Bắc vì thế được cải thiện, việc trị thủy Hoàng Hà cũng được Trương Cư Chính xử lý hữu hiệu bằng cách giao công việc này cho Phan Quý Tuần.
Năm Vạn Lịch thứ 5 (1577), cha của Trương Cư Chính qua đời trong lúc ông đang bận việc nước. Theo quan chế thông thường thời đó thì quan lại được nghỉ 3 năm để chịu tang báo hiếu, Trương Cư Chính bèn đích thân từ bỏ phong tục cũ và đề ra chính sách đoạt tình (夺情) theo đó quan lại vì việc nước không được từ chức để chịu tang báo hiếu. Chính sác này của Trương Cư Chính sau khi đề ra đã bị rất nhiều quan lại phản đối buộc ông phải dùng biện pháp mạnh để đàn áp, sự kiện này cùng việc Trương Cư Chính sa thải rất nhiều quan lại để tinh giảm bộ máy cai trị đã khiến ông bị rất nhiều người trong giới quan trường thù oán. Năm Vạn Lịch thứ 7 (1579), Vạn Lịch đế nghe lời hoạn quan Trương Kình nhân lúc nửa đêm lẻn ra ngoài Tử Cấm Thành du ngoạn. Vốn khổ công nghiêm khắc giáo dục hoàng đế từ nhỏ, Trương Cư Chính khi được Lý thái hậu cho biết chuyện này đã trách mắng Vạn Lịch đế nặng nề, ông còn bắt hoàng đế tự viết Tội kỉ chiếu (罪己诏) để nhận ra lỗi lầm của bản thân. Sự nghiêm khắc của Trương Cư Chính đã khiến Vạn Lịch đế để bụng từ nhỏ và gây họa cho chính gia đình Trương Cư Chính sau khi ông qua đời.
Bản thân Trương Cư Chính không cho người khác ăn hối lộ, nhưng chính ông ta lại làm việc đó. Khi phụ thân Trương Cư Chính mất, ông ta ngồi kiệu 32 người khiêng về quê, trên đường lại ăn uống xa xỉ tiêu tốn cả ngàn lượng bạc. Khi Trương Cư Chính sửa sang lại phủ đệ, Vạn Lịch còn ít tuổi nên tưởng Trương Cư Chính là quan thanh liêm đã đem tặng cho 1000 lượng bạc, nhưng sau đó Hoàng đế được biết phủ đệ của Trương Các lão (cách gọi người đứng đầu nội các) tiêu tốn mấy vạn lượng bạc. Vị hoàng đế nhỏ tuổi cảm thấy mình bị lừa dối khi những hành động của Trương Cư Chính hoàn toàn khác những gì ông ta đã dạy mình. Điều này đã khiến Vạn Lịch nảy sinh ác cảm với Trương Cư Chính.
Năm 1582 Trương Cư Chính bệnh nặng qua đời khi công việc cải cách vẫn đang còn dang dở. Sau khi ông qua đời, ngự sử Giang Tây đạo là Lý Thực dâng vua bản cáo trạng 12 tội của Phùng Bảo khiến vị hoạn quan này bị Vạn Lịch đế tịch biên gia sản, cách hết chức vụ. Tiếp đó nhiều quan lại cũng lên tiếng tố cáo Trương Cư Chính khi còn sống đã cùng Phùng Bảo lạm dụng quyền lực, chuyên quyền, tham ô của công, hoàng đế cuối cùng ra lệnh tịch biên gia sản nhà họ Trương, niêm phong tư dinh Trương Cư Chính khiến cho 17 người nhà họ Trương bị chết đói. Và nhiều quan lại có tài được ông tiến cử dưới những năm đầu thời kỳ Vạn Lịch cũng bị gián chức gần như toàn bộ.
Phải đến đời Minh Tư Tông khi nhà Minh đã trên đà sụp đổ, danh tiếng của Trương Cư Chính mới được phục hồi. Các tác phẩm do ông sáng tác trong đó có Thư kinh trực giải (书经直解), tác phẩm giải nghĩa Tứ thư, Ngũ kinh bằng ngôn ngữ dễ hiểu để Vạn Lịch đế học, hay Trương thái nhạc tập đã được người đời tập hợp lại trong sách Trương văn trung công toàn tập.